# Ferenc Sipos
Ferenc Sipos, auch Ferenc Sipszky (* 13. Dezember 1932 in Budapest, Königreich Ungarn; † 17. März 1997 ebenda) war ein ungarischer Fußballspieler und Fußballtrainer. Mit MTK Budapest gewann er einen Meistertitel und mit der Nationalmannschaft nahm er an drei Weltmeisterschaften teil.

## Karriere

### Vereine
Sipos begann seine Fußballkarriere beim Goldberger SE Budapest, für den er am 26. März 1949 (21. Spieltag) bei der 0:1-Niederlage im Heimspiel gegen den Aufsteiger Soroksári Egység SE debütierte. Vier Jahre später wechselte der sowohl als Verteidiger als auch als Mittelfeldspieler einsetzbare Sipos zum Luftwaffen-Sportverein Szolnoki Légierő SE. 1954 gelang der Aufstieg in die Nemzeti Bajnokság, der seinerzeit höchsten Spielklasse im ungarischen Fußball, aus der seine Mannschaft am Saisonende jedoch in die Nemzeti Bajnokság II absteigen musste.
In der Spielzeit 1956 war er für den Erstligisten Budapesti Vörös Lobogó, der ab der Spielzeit 1957 (bis 1975) unter dem Namen MTK Budapest FC vertreten war, aktiv. Während seiner Vereinszugehörigkeit bis 1963 spielte er an der Seite von Nándor Hidegkuti (bis 1958), Péter Palotás (bis 1959) und Nándor Hidegkuti (bis 1961). Nach dem zweiten Platz 1957 gelang im nächsten Jahr unter Trainer Márton Bukovi der Gewinn der Meisterschaft und Sipos wurde zum ungarischen Spieler des Jahres gewählt. Auch in den folgenden Jahren spielten die „Blauweißen“ jeweils in den oberen Tabellenregionen mit, ein weiterer Titel gelang jedoch nicht mehr. In der Saison 1961/62 erreichte die Mannschaft das Halbfinale im Wettbewerb um den Messestädte-Pokal – sowohl das Hin- als auch das Rückspiel wurden mit 0:3 und 3:7 recht deutlich gegen den späteren Pokalsieger FC Valencia verloren.
Auf Vermittlung von Lajos Tichy wechselte Sipos zur Spielzeit 1964 zu Honvéd Budapest, mit dem Verein er am Ende seiner Premierensaison den Vereinspokal gewann; er gehörte dem Verein bis 1968 aktiv an.

### Nationalmannschaft
Im September 1957 debütierte er als Verteidiger in der ungarischen Nationalmannschaft bei einem 2:1-Sieg gegen den Bulgarien. Sipos konnte sich auf Abhieb einen Stammplatz sichern und lief von seinem Debütspiel bis zum Mai 1963 in 57 aufeinander folgenden Länderspielen auf, was einen bis heute bestehenden ungarischen Rekord bedeutet. Dabei wurde er bis 1961 meist in der Verteidigung an der Seite von Sándor Mátrai aufgeboten, danach fand er in erster Linie im Mittelfeld Verwendung.
Sein erstes internationales Großereignis war die Weltmeisterschaft 1958, wo die Ungarn in der Gruppenphase im Entscheidungsspiel an Wales scheiterte und Sipos in diesem Spiel ausgeschlossen wurde.
Vier Jahre später erreichte er bei der Weltmeisterschaft 1962 mit den Ungarn das Viertelfinale, wo man dem späteren Finalisten Tschechoslowakei mit 0:1 unterlag. 1964 erreichte Sipos mit der Nationalmannschaft die Finalrunde der Europameisterschaft 1964, wo man im Semifinale Spanien unterlag und schließlich den dritten Platz belegte. Sipos’ letztes internationales Turnier war die Weltmeisterschaft 1966, wo die Ungarn wieder das Viertelfinale erreichten.
Sein 77. und letztes Länderspiel absolvierte er im Oktober 1966 bei einem 3:1-Sieg gegen Österreich.

## Erfolge
- Dritter Europameisterschaft 1964
- Viertelfinalist Weltmeisterschaft 1962, 1966
- Ungarischer Meister 1958
- Ungarischer Pokalsieger 1964

## Trainerkarriere
Nach Ende seiner aktiven Laufbahn wechselte Sipos umgehend ins Trainerfach und betreute in den nächsten Jahren mit Sátoraljaújhelyi Spartacus, ÉGSZÖV MEDOSZ, Csepel Autó und Szigeszentmiklós mehrere unterklassige Vereine. Von 1982 bis 1983 war er in Ägypten Trainer des Tersana SC. In den 1990er Jahren kehrte er zu Honvéd zurück, wo er in der Jugendarbeit tätig war.

## Sonstiges
Ferenc Sipos, als Spielername auch Sipos II, war der jüngere Bruder von István Sipos (1928–1987), der zwei Jahre vor ihm beim Goldberger SE Budapest begann und 1955 beim Luftwaffen-Sportverein Szolnoki Légierő SE gemeinsam mit ihm dort aktiv gewesen ist.